# The Long Road Home
The Long Road Home, med undertiteln "The Ultimate John Fogerty/Creedence Collection", är ett samlingsalbum med låtar av John Fogerty, utgivet i november 2005 på skivbolaget Fantasy Records.
Albumet innehåller material från såväl Fogertys tid i gruppen Creedence Clearwater Revival som hans solokarriär.

## Låtlista
Samtliga låtar skrivna John Fogerty.
1. "Born on the Bayou" - 5:13
2. "Bad Moon Rising" - 2:20
3. "Centerfield" - 3:53
4. "Who'll Stop the Rain" - 2:27
5. "Rambunctious Boy" - 3:53
6. "Fortunate Son" - 2:19
7. "Lookin' Out My Back Door" - 2:32
8. "Up Around the Bend" - 2:40
9. "Almost Saturday Night" - 2:27
10. "Down on the Corner" - 2:45
11. "Bootleg" - 3:00
12. "Have You Ever Seen the Rain?" - 2:38
13. "Sweet Hitch-Hiker" - 2:56
14. "Hey Tonight" - 2:33
15. "The Old Man Down the Road" - 3:33
16. "Rockin' All Over the World" - 2:58
17. "Lodi" - 3:09
18. "Keep on Chooglin'" - 4:02
19. "Green River" - 2:33
20. "Déjà Vu (All Over Again)" - 4:13
21. "Run Through the Jungle" - 3:05
22. "Hot Rod Heart" - 3:29
23. "Travelin' Band" - 2:08
24. "Proud Mary" - 3:05
25. "Fortunate Son" - 2:58